# Liechtenstein aux Jeux olympiques d'hiver de 1956
Cet article contient des informations sur la participation et les résultats du Liechtenstein aux Jeux olympiques d'hiver de 1956, qui ont eu lieu à Cortina d'Ampezzo en Italie. Le pays revient aux Jeux olympiques d'hiver après avoir raté les Jeux d'Oslo quatre ans plus tôt.

## Résultats

### Bobsleigh
| Athlètes                          | Épreuve    | Manche 1 | Manche 1 | Manche 2 | Manche 2 | Manche 3 | Manche 3 | Manche 4 | Manche 4 | Total   | Total |
| Athlètes                          | Épreuve    | Temps    | Rang     | Temps    | Rang     | Temps    | Rang     | Temps    | Rang     | Temps   | Rang  |
| --------------------------------- | ---------- | -------- | -------- | -------- | -------- | -------- | -------- | -------- | -------- | ------- | ----- |
| Moritz Heidegger Weltin Wolfinger | Bob à deux | Inconnu  | –        | –        | –        | –        | –        | –        | –        | Inconnu | –     |

### Ski alpin

#### Hommes
| Athlète           | Épreuve      | Manche 1     | Manche 1 | Manche 2     | Manche 2 | Total        | Total |
| Athlète           | Épreuve      | Temps        | Rang     | Temps        | Rang     | Temps        | Rang  |
| ----------------- | ------------ | ------------ | -------- | ------------ | -------- | ------------ | ----- |
| Hermann Kindle    | Descente     |              |          |              |          | Disqualifié  | –     |
| Max von Hohenlohe | Descente     |              |          |              |          | 5 min 15 s 8 | 45    |
| Leopold Schädler  | Descente     |              |          |              |          | 4 min 23 s 7 | 40    |
| Franz Beck        | Descente     |              |          |              |          | 3 min 36 s 8 | 26    |
| Ewald Eberle      | Slalom géant |              |          |              |          | 4 min 11 s 6 | 73    |
| Theodor Sele      | Slalom géant |              |          |              |          | 4 min 09 s 5 | 70    |
| Leopold Schädler  | Slalom géant |              |          |              |          | 4 min 03 s 3 | 67    |
| Franz Beck        | Slalom géant |              |          |              |          | 3 min 52 s 6 | 59    |
| Leopold Schädler  | Slalom       | 2 min 24 s 1 | 54       | 2 min 45 s 8 | 52       | 5 min 09 s 9 | 53    |
| Ewald Eberle      | Slalom       | 2 min 22 s 2 | 53       | 2 min 39 s 6 | 49       | 5 min 01 s 8 | 49    |
| Theodor Sele      | Slalom       | 2 min 16 s 7 | 51       | 2 min 31 s 1 | 43       | 4 min 47 s 8 | 45    |
| Franz Beck        | Slalom       | 2 min 04 s 0 | 45       | 2 min 13 s 8 | 26       | 4 min 17 s 8 | 35    |

## Référence
- (en) Cet article est partiellement ou en totalité issu de l’article de Wikipédia en anglais intitulé « Liechtenstein at the 1956 Winter Olympics » (voir la liste des auteurs).